# 베일리 매디슨
베일리 매디슨(Bailee Madison, 1999년 10월 15일 ~ )은 미국의 배우, 가수이다.

## 출연 작품

### 영화
- 비밀의 숲 테라비시아 (2007)
- 브라더스 (2009) - 이자벨 케이힐 역
- 돈 비 어프레이드: 어둠 속의 속삭임 (2011)
- 마이 프리텐드 와이프 (2011)
- 그들만의 부모 가이드 (2012)
- 노크: 초대받지 않은 손님 (2018) - 킨지 역
- 그 여름의 일주일 (2021) - 에이버리 역

### 텔레비전
- 우리가족 마법사 (2011)
- 원스 어폰 어 타임 (2012-16)
- 포스터 가족 (2014-16)
- 프리티 리틀 라이어스: 원죄 (2022-현재)